# Thierry Muûls
Thierry baron Muûls (1937) is een Belgisch voormalig diplomaat.

## Levensloop
Thierry Muûls is een zoon van diplomaat Fernand Muûls. Hij promoveerde tot doctor in de rechten en trad in 1964 in dienst bij Buitenlandse Zaken. Hij was achtereenvolgens attaché in Tokio, tweede secretaris in Kinshasa, eerste secretaris in Tunis, politiek adviseur in Parijs en Madrid en ministerraad in Keulen. Van 1988 tot 1991 was Muûls ambassadeur in Buenos Aires, van 1991 tot 1994 in Madrid en van 1998 tot 2002 bij de Heilige Stoel.
Jhr. Thierry Muûls werd in 2014 opgenomen in de erfelijke adel met de persoonlijke titel baron.